# Racctel
Racctel és una empresa del sector de les telecomunicacions amb seu a Barcelona que ofereix serveis de telefonia, Internet i televisió. Pertany al Reial Automòbil Club de Catalunya.
Quan va començar RACCtel la seva marxa només oferia serveis de telefonia mòbil. No obstant això, al 2018 la marca va començar a evolucionar i es va convertir en com la coneixem avui, RACCtel +, a l'incorporar al seu catàleg d'ofertes les tarifes d'Internet i televisió
RACCtel + és el resultat de la unió d'Euskaltel i RACC. La companyia Euskaltel és líder al País Basc i ha expandit els seus serveis a altres zones d'Espanya.
RACC és la marca triada per fer el salt al mercat català, la companyia ha passat de l'antic RACCtel a RACCtel +, la diferència és que ha augmentat la quantitat de serveis oferint també Internet i televisió.
Euskaltel mantindrà una oferta similar a l'oferta al nord d'Espanya però sota un altre nom. Una altra diferència és que, RACC no té xarxa de distribució de fibra pròpia sinó que lloga la d'Orange.
La cobertura de RACCtel + es diferencia de la cobertura d'Euskalten en què la segona té una xarxa de distribució pròpia, això fa que la cobertura es limiti a una petita regió.
RACCtel + no té xarxa pròpia sinó que lloga les instal·lacions d'Orange, això fa que arribi a més racons i pugui oferir serveis a un nombre més gran de clients.
La cobertura de mòbil RACCtel + és també cobertura Orange i compta amb velocitat 4G en gran part del territori, en aquelles zones sense 4G, s'utilitzarà 3G o 2G.
La companyia ha ampliat els seus clients en més de 600.000 noves llars a Catalunya arribant a més de 900.000 llars.